# Gauliga Wartheland 1943/44
Die Gauliga Wartheland 1943/44 war die dritte Spielzeit der Gauliga Wartheland  des nationalsozialistischen Fachamtes Fußball im besetzten Polen. In dieser Saison wurden die Mannschaften erneut in einer Gruppe im Rundenturnier mit zehn Mannschaften ausgespielt. Am Ende setzte sich die BSG SDW Posen durch und wurde zum zweiten Mal Gaumeister im Wartheland. Durch diese Meisterschaft qualifizierte sich die Posener für die deutsche Fußballmeisterschaft 1943/44, bei der sie bereits in der ersten Runde nach einer deutlichen 0:7-Auswärtsniederlage gegen den STC Hirschberg ausschieden.
Dies war die letzte Spielzeit der Gauliga Wartheland. Bereits in dieser Spielzeit konnten kriegsbedingt nicht alle Partien ausgetragen werden. Durch Voranschreiten der Roten Armee wurde auch das Wartheland Stück für Stück zurückerobert. Für die kommende Spielzeit war ein Spielbetrieb in vier Staffeln mit insgesamt 18 Mannschaften vorgesehen. Dieser wurde jedoch kriegsbedingt nicht mehr begonnen, stattdessen gab es unter anderem in Litzmannstadt ein Stadtmeisterschaft, bei der sich die Reichsbahn SG Litzmannstadt durchsetzen konnte. Des Weiteren gab es verschiedene Freundschaftsspiele, durch Spielermangel teilweise auch gegen Mannschaften, deren Spieler sich vorher nicht kannten und die sich extra für solche Spiele zusammengefunden haben.

## Abschlusstabelle
| Pl. | Verein                           | Sp. | S  | U | N | Tore    | Quote | Punkte |
| --- | -------------------------------- | --- | -- | - | - | ------- | ----- | ------ |
| 1.  | BSG SDW Posen a (M)              | 14  | 12 | 1 | 1 | 054:100 | 5,40  | 25:30  |
| 2.  | SG Ordnungspolizei Posen         | 14  | 9  | 2 | 3 | 054:130 | 4,15  | 20:80  |
| 3.  | SG Kalisch (N)                   | 15  | 7  | 1 | 7 | 031:400 | 0,78  | 15:15  |
| 4.  | DSC Posen                        | 13  | 5  | 3 | 5 | 039:250 | 1,56  | 13:13  |
| 5.  | TSG Gnesen                       | 13  | 6  | 1 | 6 | 024:240 | 1,00  | 13:13  |
| 6.  | Reichsbahn SG Posen (N)          | 15  | 4  | 3 | 8 | 026:510 | 0,51  | 11:19  |
| 7.  | SG Ordnungspolizei Litzmannstadt | 13  | 4  | 1 | 8 | 015:360 | 0,42  | 09:17  |
| 8.  | Union Litzmannstadt              | 13  | 4  | 1 | 8 | 024:470 | 0,51  | 09:17  |
| 9.  | Post SG Posen                    | 14  | 4  | 1 | 9 | 025:460 | 0,54  | 09:19  |
| 10. | SG Freihaus b c                  | 0   | 0  | 0 | 0 | 000:000 | 1,00  | 0:0    |

| (M) | Titelverteidiger               |
| (N) | Aufsteiger aus der Bezirksliga |